# 里美牧場
里美牧場（さとみぼくじょう）は、茨城県常陸太田市里川町にある牧場。

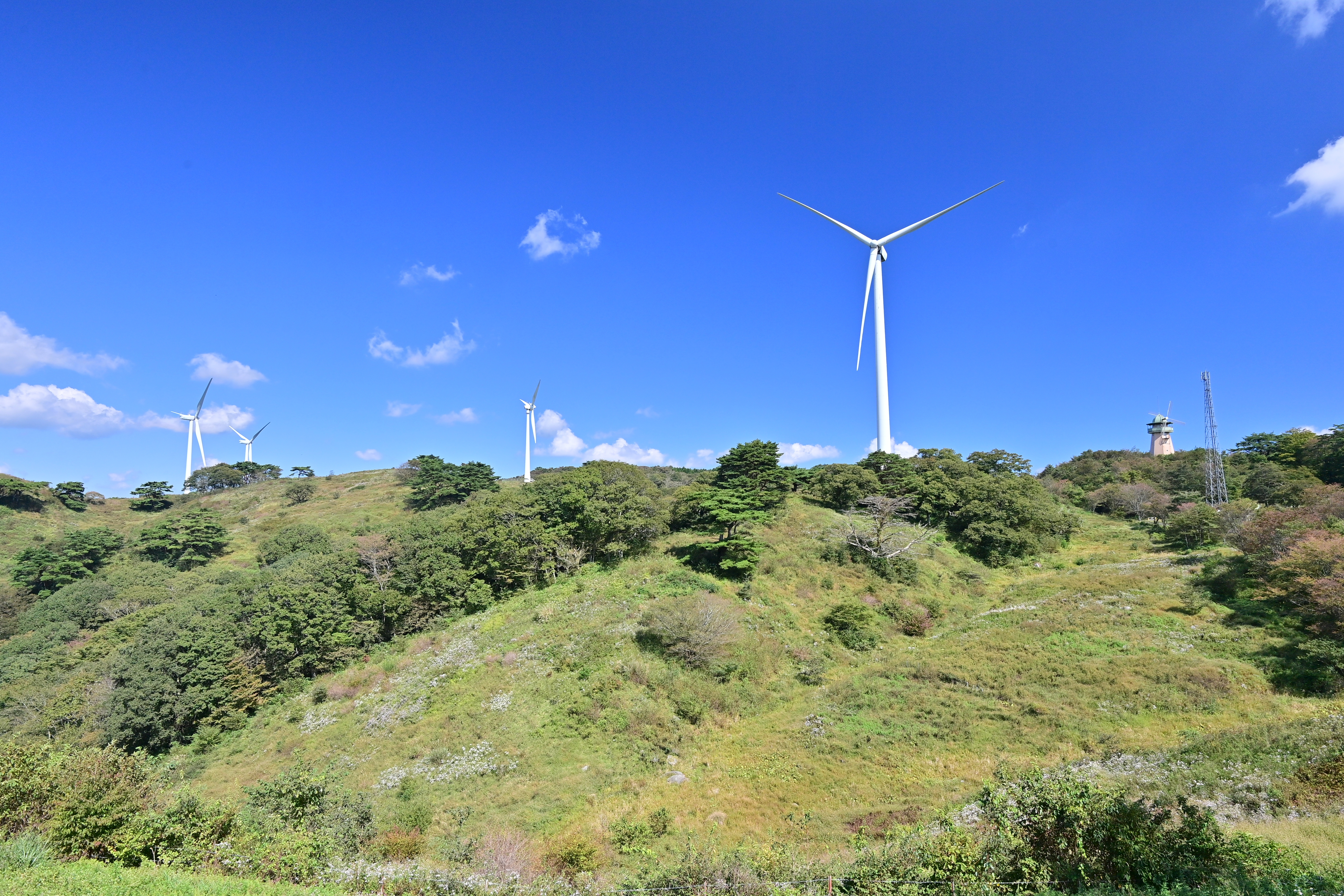
里美牧場敷地内の風力発電用風車群（2022年9月）

## 概要

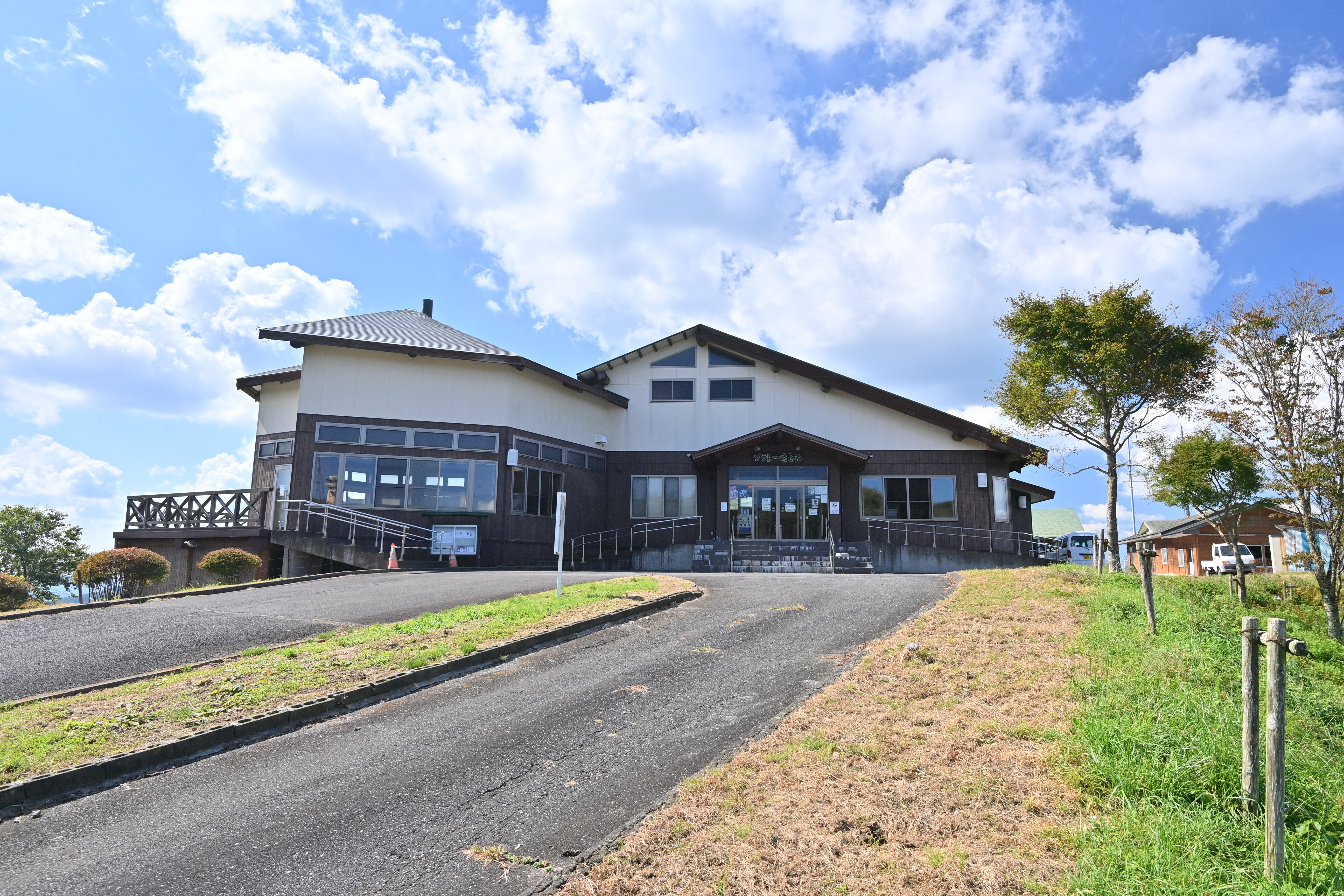
プラトーさとみ本館

里美牧場は茨城県常陸太田市北端、福島県との県境近くの標高700-800メートルに位置する。敷地面積は約520ヘクタールにわたる関東地方最大級の牧場で、乳牛・和牛が放牧されている。放牧地である丘の斜面には、コナラ・ミズナラ・カシワ・カエデ・ブナなどの広葉樹が多く残されている。敷地内には体験・宿泊施設であるプラトーさとみ、風力発電用風車群、展望台風車とローラーすべり台がある。また光害の影響はあるものの天体観測スポットとして知られている。

## 歴史
1959年（昭和34年）、茨城県の酪農の発展に伴い、茨城県酪農民大会において乳牛の子牛の飼育を行う牧場を開設することが決定した。また、里美村での和牛飼育も牧場で兼ねることとなり、里美村、小里財産区議会、茨城県酪農業協同組合連合会の三者によって1962年（昭和37年）6月15日より放牧を開始した。
2011年（平成23年）3月11日の東日本大震災では、プラトーさとみ本館などが被災し、当面の営業を見合わせていた。また、国や市等による除染計画があり2013年（平成25年）8月末までに実施された。
2019年（平成31年）3月13日時点、「県酪連の撤退により牛（乳牛）の放牧はしておりません。老朽化によりローラー滑り台・展望台は使用できません。害獣（猪）被害のため電気柵を設置しましたので当面の間、第一駐車場への夜間進入を禁止させて頂きます。なお、電線には高圧電流が流れていますので、絶対に近寄らないでください。感電の恐れがあります。」とある。
2022年（令和4年）5月17日、第二駐車場に隣接して炊事場（バーベキューハウス）を備えたオートキャンプ場をオープンしている。

## 施設

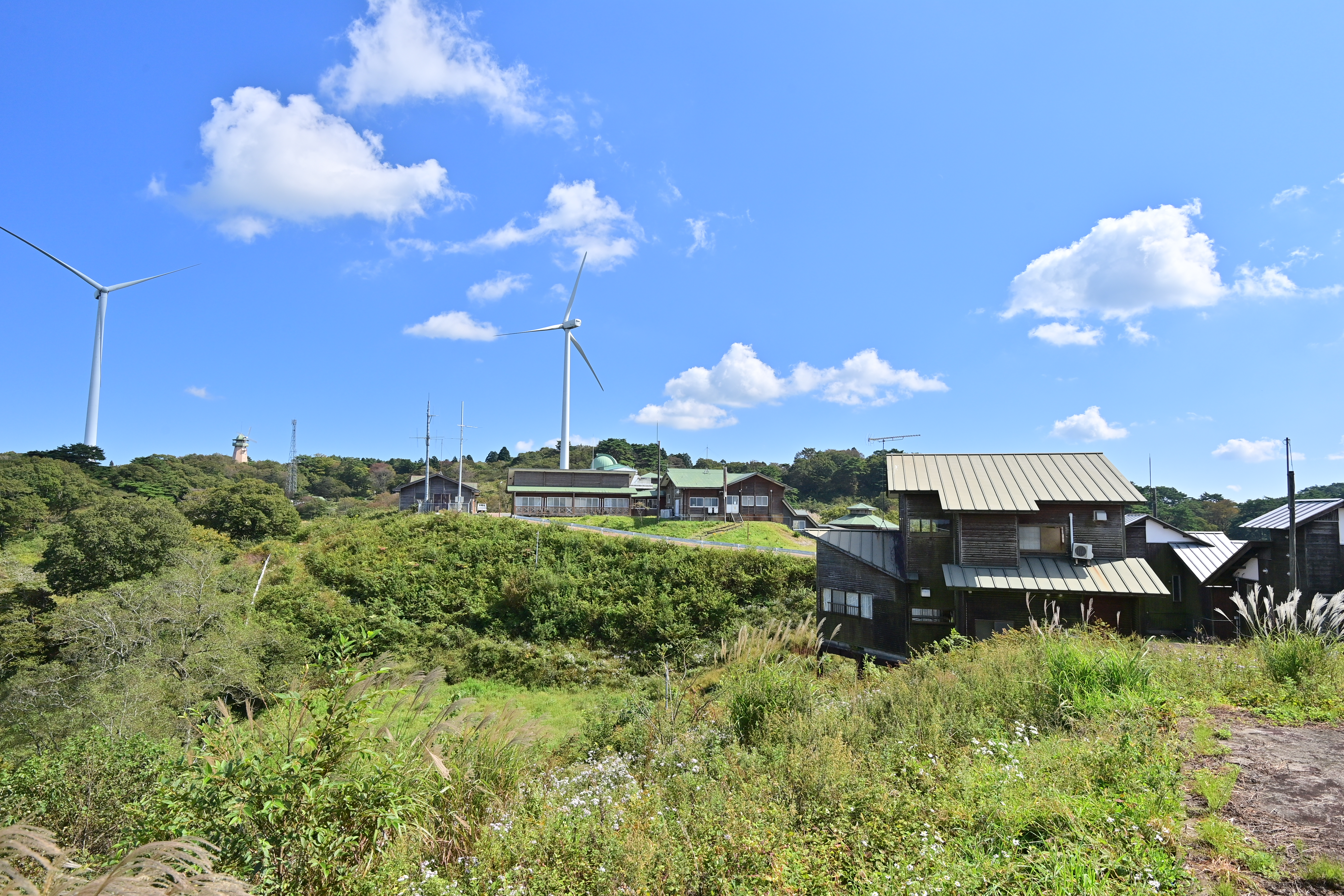
プラトーさとみの宿泊キャビン側から見た風景

宿泊キャビン7棟、天文台、加工実習棟、バーベキューハウス、レストランなどを有するプラトーさとみがある。プラトーさとみの定休日は毎週木曜日。

## アクセス
里美牧場に直通する路線バスはなく、最寄のバス停まで10キロほど離れているため、車の利用が望ましい。国道349号線利用の場合、常陸太田市徳田町で茨城県道22号北茨城大子線に入り里川町で右折する。なお、県道22号線は途中狭隘区間が存在するので注意が必要である。